# Asplenium rosselloi
Asplenium rosselloi är en svartbräkenväxtart som beskrevs av Bennert, Rasbach och Reichst. Asplenium rosselloi ingår i släktet Asplenium och familjen Aspleniaceae. Inga underarter finns listade.